# Rhynchocyoninae
Rhynchocyoninae – podrodzina ssaków z rodziny ryjkonosowatych (Macroscelididae).

## Zasięg występowania
Podrodzina obejmuje żyjące współcześnie gatunki występujące w Afryce.

## Podział systematyczny
Do podrodziny należy jeden występujący współcześnie rodzaj:
- Rhynchocyon W. Peters, 1847 – sorkonos

Opisano również rodzaje wymarłe:
- Brevirhynchocyon Senut & Georgalis, 2014[10]
- Eorhynchocyon Senut & Pickford, 2021[11] – jedynym przedstawicielem był Eorhynchocyon rupestris Senut & Pickford, 2021
- Hypsorhynchocyon Senut, 2008[12] – jedynym przedstawicielem był Hypsorhynchocyon burrelli Senut, 2008
- Miorhynchocyon Butler, 1984[13]
- Oligorhynchocyon Stevens, O’Connor, Mtelela & E.M. Roberts, 2021[14] – jedynym przedstawicielem był Oligorhynchocyon songwensis Stevens, O’Connor, Mtelela & E.M. Roberts, 2021